# Benete
Benete so naselje v Občini Bloke.